# Draconian Times
Draconian Times (engl. für ‚drakonische Zeiten‘, ‚harte Zeiten‘) ist das fünfte Studioalbum der englischen Band Paradise Lost.
Es ist das erste Album mit dem neuen Schlagzeuger Lee Morris. Es fällt zum Teil etwas rockiger aus als der Vorgänger Icon und wurde in einer Phase veröffentlicht, in der die Band zunehmende Popularität erlangte und erstmals als Headliner bei großen Festivals wie dem Dynamo Open Air auftrat. Erstmals stiegen auch die beiden Singleauskopplungen, The Last Time, vorab im Mai 1995 veröffentlicht, und Forever Failure, im Herbst 1995 herausgekommen, in die Charts ein.

## Musikstil
Draconian Times knüpft stilistisch an die vorausgegangene Platte an. Nick Holmes’ Gesang fällt zum Teil ein wenig klarer, melodischer und leiser aus als auf Icon. Songs wie die Single The Last Time, Once Solemn und Shadowkings sind dagegen deutlich schneller, rockiger und eingängiger, als es zuvor bei Paradise Lost zu hören war, eine auch auf den nachfolgenden Alben fortgesetzte Entwicklung, die Holmes später auf den Begriff Dark Rock brachte. Dennoch ist die Platte von Simon Efemey, der beim Mix von Pete Coleman unterstützt wurde, metallisch und hart produziert. Die Doom-Elemente sind hingegen so gut wie verschwunden. Der neue Schlagzeuger Lee Morris, der zuvor bei Marshall Law tätig war, steuerte bei Yearn for Change einige komplexe Fills bei, wofür er mit Bassist Edmonson erstmals Songwriting-Credits erhielt. Auch sind mehr ruhige, zum Teil mit Synthesizern unterlegte Intro-Passagen vorhanden. Einige choralartige Passagen wurden vom Guildford Dead Boys Choir, einem Studentenchor, arrangiert und gesungen. Zudem wurden bei Forever Failure mehrfach Samples von Charles Manson verwendet.

„I don’t really know what sorry means
I feel sorry all my life“

Auch die Band selber, die das Album als Missing Link zwischen Metallica und The Sisters of Mercy bezeichnete, nahm Draconian Times gegenüber Icon nicht als Stilbruch wahr. Das ausgedehnte Touren habe sich positiv auf das Songwriting ausgewirkt, was die Stücke „komplett“ und „runder“ gemacht habe. Die Platte habe ein „durchgehendes Level“ und im Vergleich ein höheres „Gesamtniveau“, sei aber auch „abwechslungsreicher“. Da The Last Time deutlich „eingängiger“ ausfiele, war sich die Band zuerst nicht sicher, ob sie das Stück als Single auskoppeln sollte. Als Vorteil der schnelleren Songs sahen Paradise Lost jedoch, dass diese live und angesichts der langen Touren für mehr Abwechslung sorgen würden.

„Der Gesamtsound klingt immer noch sehr melancholisch, und darauf legen wir auch großen Wert. Früher war uns in erster Linie wichtig, daß das Resultat so heavy wie möglich ausfällt. Das ist inzwischen zweitrangig, denn es gibt zu viele Bands, die um jeden Preis heavy sein wollen und dabei vergessen, daß es dabei nicht nur auf einen fetten Gitarrensound ankommt.“

## Entstehungsgeschichte
Bereits nach den Touren zum Album Icon hatten sich Paradise Lost vom Schlagzeuger Matthew Archer getrennt, der in die Redaktion von MTV’s Headbangers Ball wechselte. Lee Morris bewarb sich, obwohl er die Band zuvor nicht kannte. Er hatte sich nach der Auflösung seiner vorhergehenden Band Marshall Law bereits erfolglos bei Ozzy Osbourne beworben.
Entstanden ist die Platte in den Great Linford Manor und Ridge Farm Studios von Januar bis März 1995, wobei erneut ein altenglisches Landhaus mit Gartenhäuschen und Park ausgewählt wurde, das nur 30 Meilen vom Studio des Icon-Albums entfernt lag. Trotz des längeren Zeitabstands zum Vorgänger wurde Draconian Times innerhalb eines halben Jahres geschrieben und aufgenommen. Zu Beginn des Studioaufenthalts war das Album dank einiger Demoaufnahmen bereits komplett fertig, nur einige Keyboardpassagen bei I See Your Face wurden noch verändert. Der Veröffentlichung im Juni 1995 folgte eine längere Tour, u. a. mit The Sisters of Mercy. Auch der Auftritt beim Dynamo-Festival vor 120.000 Zuschauern fiel in dieses Jahr.

## Texte
Nick Holmes sagte in einem Interview, er sei „ziemlich down“ gewesen, als er die Texte geschrieben habe. Aufgrund der eingebauten Samples ragt Forever Failure in textlicher Hinsicht heraus. Das Stück handelt von Drogen, insbesondere von Menschen, bei denen etwa der Konsum von Haschisch oder Alkohol das Leben bestimmt. Zur Verwendung der Samples kam es, nachdem Holmes einen Bericht über Manson im Fernsehen gesehen hatte. Gregor Mackintosh bezeichnete Mansons Aussagen als „konfus und traurig“. I See Your Face ist von einer Begebenheit aus den Nachrichten inspiriert, bei der eine Mutter vor den Augen ihrer Kinder niedergestochen wurde. Auch die Katastrophe der Ostseefähre Estonia im Jahre 1994 hat Holmes beeinflusst. Er denke oft „über bevorstehende Todessituationen“ nach. In ähnlicher Weise handelt auch das Lied The Last Time von plötzlicher grundloser Angst. Holmes bezeichnet sich selbst als Hypochonder und „Drama Queen“. Auch der Albumtitel, frei als „harte Zeiten“ übersetzt, steht damit in Zusammenhang.

„Die Frage ist eben, warum diese schrecklichen Dinge ausgerechnet immer ganz normalen Leuten passieren, die ein braves Leben führen, während Typen wie Manson relativ komfortabel in irgendeiner Anstalt abhängen.“

Ein Stück auf Draconian Times trägt denselben Titel wie das dritte Album der Band, Shades of God. Es handelt sich jedoch um ein neu geschriebenes Stück. In diesem Zusammenhang sieht sich Nick Holmes als Atheist, er glaube an keinen Gott. Beim Kokettieren mit kirchlichen Symbolen, auch in der Vergangenheit, habe ihn „die romantische Seite daran gereizt, aber mit dem täglichen Leben hier und jetzt hat das leider wenig zu tun.“

## Rezeption
Nicht erst seit diesem Album wurden Paradise Lost Vorwürfe gemacht, zu kommerziell und auf „die große Knete“ aus zu sein, obwohl zumeist die Qualitäten des Albums durchaus anerkannt werden. Diejenigen Rezensenten, die dies nicht problematisieren, vergeben Wertungen im oberen Bereich. Auf www.metal-inside.de wurde die Platte als „düster, aber erhaben“ und „perfekt“ bezeichnet. Sie sei die „Erfüllung“ des Versprechens von Icon. Eike Schmitz von www.powermetal.de sieht dies ähnlich und spricht von einem „Meisterwerk“. „Denkt man sich die Sisters als polierte Bronze, so sind Paradise Lost schmutziges Plutonium.“ Daevid Jehnzen von allmusic hingegen lobt weniger das Songwriting, als vielmehr die Stimmung, die auf Draconian Times geschaffen wurde. Hier wurden viereinhalb von fünf Sternen vergeben.
Auch die Rezensionen zum Zeitpunkt der Veröffentlichung fielen positiv aus: Im Intro-Magazin konstatiert Christian Schlage, dass Paradise Lost es geschafft haben, „die mit dem ‚Icon’-Album schon sehr hochgelegte Meßlatte zu überspringen“. „Weder sind die typischen P.L.-Ingredienzen gewichen noch begibt man sich auf das dünne Eis totaler Massenkompatibilität.“
Holger Stratmann, Herausgeber des Rock-Hard-Magazins, sieht Paradise Lost auf diesem Album „sensibler denn je“, lediglich The Last Time sei „etwas zu banal ausgefallen“. Einziger Kritikpunkt seinerseits ist jedoch in manchen Passagen die Ähnlichkeit zur vorangegangenen Platte. Er vergibt neun von zehn Punkten.

## Titelliste
1. Enchantment – 6:04
2. Hallowed Land – 5:03
3. The Last Time – 3:27
4. Forever Failure – 4:18
5. Once Solemn – 3:04
6. Shadowkings – 4:42
7. Elusive Cure – 3:21
8. Yearn for Change – 4:19 Edmonson, Holmes, Mackintosh, Morris
9. Shades of God – 3:55
10. Hands of Reason – 3:58
11. I See Your Face – 3:17 Aedy, Holmes, Mackintosh
12. Jaded – 3:27

Die japanische Version enthielt die Bonustracks Walk Away (Cover von The Sisters of Mercy), Laid to Waste und Master of Misrule, die auch auf der Single The Last Time veröffentlicht wurden. Der Re-Release von 2002 enthielt die Bonustracks How Soon Is Now (The Smiths) und Fear.
Einer „Tour-Pack“-Edition im Digipak-Format lag die Bonus-CD Live Tracks, Demos & B-Sides bei, die folgende Stücke beinhaltet:
1. Embers Fire (Live) – 4:27
2. Daylight Torn (Live) – 7:28
3. True Belief (Live) – 4:24
4. Pity the Sadness (Live) – 5:15
5. As I Die (Live) – 3:40
6. Weeping Words (Demo) – 3:51
7. The Last Time (Demo) – 3:28
8. Walk Away – 3:25
9. Laid to Waste – 3:15
10. Master of Misrule – 3:07
11. Forever Failure (Video Edit) – 4:45

## Artwork
Wie bereits bei Icon wurde für das Design die Londoner Agentur Stylorouge beauftragt, die mit Fossilien, Masken und Insekten verzierten Illustrationen und Fotos stammen von Holly Warburton.